# Patrick Sensburg
Patrick Ernst Hermann Sensburg (Paderborn, 25 giugno 1971) è un politico tedesco, membro dell'Unione Cristiano-Democratica di Germania (CDU).
È membro del gruppo parlamentare CDU/CSU nel Bundestag tedesco.

## Vita personale e professionale
Dopo essersi diplomato alle scuole superiori nel 1991 Sensburg ha svolto il servizio militare. Nel 1997 ha completato gli studi di legge. Dopo il lavoro di impiegato legale nel 1999 passa il secondo esame di stato. Dal 2000 al 2006 Sensburg ha lavorato come avvocato specializzato in diritto tributario comunale e locale. Dal 2006 al 2007 è stato professore presso la Scuola universitaria professionale federale per la pubblica amministrazione - Dipartimento di investigazione penale del BKA. Dal 1º gennaio 2008 Sensburg è professore di diritto amministrativo generale, diritto costituzionale e diritto europeo e diritto comunale presso la Scuola universitaria professionale per l'amministrazione pubblica della Renania settentrionale-Vestfalia a Münster.

## Partito
Sensburg aderisce alla Junge Union nel 1986 ed al partito CDU nel 1989.

## Membro del Parlamento
Dal 2009 è un membro del Bundestag tedesco. Patrick Sensburg è entrato nel Bundestag tedesco sempre direttamente attraverso candidature alle elezioni politiche. Alle elezioni federali del 2009 ha raggiunto il 51,7% delle preferenze. È stato candidato anche dal partito CDU per le elezioni federali del distretto Circondario dell'Alto Sauerland. Dal gennaio 2018 è il presidente della Commissione per la verifica delle credenziali e delle immunità e del regolamento interno.  Ha preso parte della Commissione degli Affari Legali e Protezione Consumatori in entrambi i casi come membro a pieno titolo. È membro a pieno titolo della commissione giuridica e per la tutela dei consumatori.